# Przemysław Płacheta
Przemysław Płacheta (Łowicz, 1998. március 23. –) lengyel válogatott labdarúgó, a Swansea City
játékosa.

## Pályafutása

### Klubcsapatokban
A Pelikan Łowicz, a ŁKS Łódź, a SMS Łódź és a Polonia Warszawa korosztályos csapataiban nevelkedett. 2015-ben a német RB Leipzig akadémiájára került, ahol a barátságos mérkőzésen a felnőttek között is pályára lépett. 2017 nyarán igazolt a Sonnenhof Großaspach csapatához, majd augusztus 5-én mutatkozott be a Paderborn csapata ellen a német harmadosztályban. A következő évben már a Pogoń Siedlce csapatát erősítette.
2018. július 5-én a lengyel másodosztályú Podbeskidzie csapata szerződtette. 25 tétmérkőzésen lépett pályára a szezon során. 2019 nyarán három évre aláírt a Śląsk Wrocław-hoz. 2020 júliusában az angol Norwich City négy évre szerződtette. A Norwich első lengyel labdarúgója lett. 2022 júliusában kölcsönbe került a Birmingham City csapatához.

### A válogatottban
Pályára lépett a 2019-es U21-es labdarúgó-Európa-bajnokságon. 2020. november 11-én mutatkozott be a felnőtt válogatottban Ukrajna ellen. Tagja volt a 2020-as labdarúgó-Európa-bajnokságon résztvevő válogatottnak.

## Sikerei, díjai
- Norwich City
  - EFL Championship: 2020–21